# Arthur Wauchope
Arthur Grenfell Wauchope (1874-1947) était un soldat et administrateur colonial britannique.

## Biographie
Il servit durant la Première Guerre mondiale en France et en Mésopotamie et après la guerre en Allemagne occupée. En 1927, il est nommé Commandant de la 44e division d'infanterie. En 1931, il est nommé Haut-Commissaire du Palestine mandataire et Commandant en Chef des forces britanniques de Palestine et de Transjordanie. Il est démis de ses fonctions en 1938 devant sa gestion jugée trop laxiste de la Révolte arabe palestinienne.

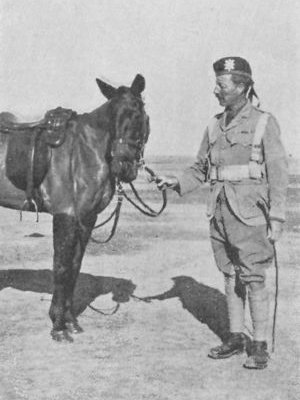
Arthur Wauchope en Mésopotamie